# Ricardo Grigore
Ricardo Florin Grigore (Bucarest, 7 de abril de 1999) es un futbolista rumano que juega como defensa.

## Trayectoria
Nacido en Bucarest, Grigore se unió a la academia del Fotbal Club Dinamo de Bucarest a los ocho años. El 3 de abril de 2018, poco antes de cumplir 19 años, hizo su debut profesional en una victoria a domicilio por 1-0 en la Liga I sobre Botoșani.
El 15 de julio de 2022, tras el descenso del Fotbal Club Dinamo de Bucarest a la Liga II, el FCU Craiova 1948 anunció el fichaje de Grigore con un contrato de tres años, aunque más tarde se reveló que se trataba de una cesión. 
El 9 de marzo de 2023, tras rescindir su contrato con el FCU Craiova 1948, firmó un contrato hasta final de temporada con el Fotbal Club Petrolul Ploiești, equipo de la Liga I.
En la temporada 2023-24, regresa al Fotbal Club Dinamo de Bucarest, en el que jugó siete partidos. 
El 7 de agosto de 2024, firmó un contrato por un año con el C. D. Eldense de la Segunda División de España. El 3 de febrero de 2025, Grigore fue liberado de su contrato con el C. D. Eldense.

## Clubes
Actualizado al último partido disputado el 04 de febrero de 2025.
| Club                                   | País    | Año       | Partidos | Goles |
| -------------------------------------- | ------- | --------- | -------- | ----- |
| Fotbal Club Dinamo de Bucarest         | Rumania | 2018-2022 | 97       | 5     |
| FCU Craiova 1948 (cedido)              | Rumania | 2022-2023 | 10       | 0     |
| Fotbal Club Petrolul Ploiești (cedido) | Rumania | 2022      | 3        | 0     |
| C. D. Eldense                          | España  | 2024-2025 | 2        | 1     |